# Dokudowo Pierwsze
Dokudowo Pierwsze (biał. Дакудава 1, Dakudawa 1; ros. Докудово 1, Dokudowo 1) – wieś (dawniej miasteczko) na Białorusi, w obwodzie grodzieńskim, w rejonie lidzkim, w sielsowiecie Trzeciakowce.
Siedziba parafii prawosławnej pw. Narodzenia Matki Bożej.

## Historia
Miasto magnackie położone było w końcu XVIII wieku w powiecie lidzkim województwa wileńskiego. Do 24 kwietnia 1780 roku własność Radziwiłłów, następnie wykupione po wieloletniej dzierżawie przez Sołłohubów.
W dwudziestoleciu międzywojennym leżało w Polsce, w województwie nowogródzkim, w powiecie lidzkim. Siedziba gminy Dokudowo. W 1921 roku miejscowość liczyła 502 mieszkańców, zamieszkałych w 92 budynkach, w tym 469 Białorusinów, 22 Polaków, 7 Żydów i 4 osoby innej narodowości. 454 mieszkańców było wyznania prawosławnego, 41 rzymskokatolickiego i 7 mojżeszowego.
5 marca 1944 pododdziały rosyjskiej partyzantki z Brygady im. Kirowa (m.in. oddział Ordżonikidze złożony z Żydów) spacyfikował okoliczne osady i folwarki, mordując 47 osób. Powodem pacyfikacji było oskarżenie o sprzyjanie polskiej partyzantce.
Po wojnie wieś weszła w struktury administracyjne Związku Radzieckiego. Od 1991 w niepodległej Białorusi.